# Birgit Peter
Birgit Peter, nemška veslačica, * 27. januar 1964, Potsdam.
Petrova je nastopala za veslaški klub SG Dynamo Potsdam/ Sportvereinigung (SV) Dynamo. Za Nemško demokratično republiko je nastopila na Poletnih olimpijskih igrah 1988 v Seulu, kjer je v dvojnem dvojcu osvojila zlato medaljo. Po združitvi Nemčije je nastopila še na Poletnih olimpijskih igrah 1992 v Barceloni, kjer je v četvercu s krmarjem prav tako osvojila olimpijsko zlato.